# 취작
취작 혹은 슈사쿠(일본어: 臭作,しゅうさく)는 1998년 3월 27일 일본 ELF사에서 발매된 성인용 어드벤처 게임이다. 2001년 10월 26일에는 일부 시나리오 추가와 슈사쿠의 음성을 추가한 DVD판이 발매되었다. 작(作)시리즈의 두 번째 작품으로 이토 가의 차남 슈사쿠가 등장하는 귀축계 어드벤처 게임이다. 이 작품 역시 핑크 파인애플에서 19금 애니메이션으로도 만들어졌다. 이 작품은 유작과는 달리 작이 주인공으로 등장한다. 이 작품은 타카베 에리를 무슨 방법으로도 공략할 수 없는데 그 이면에는 진엔딩의 비밀이 숨어 있다. 하지만 나중에 발매된 애니메이션 취작 리버티(Liberty)는 처참하게 능욕당하는 내용으로 구성된다.

## 시스템
정지된 화면을 1시간 동안 촬영할 수 있는 디지털 카메라와 동영상을 2시간 동안 촬영할 수 있는 디지털 비디오를 기숙사 내의 장소에 설치 하는 것으로 기숙사의 여학생을 도촬해 약점이 되는 장면의 촬영에 성공하면 그것을 미끼로 협박해 그 이후부터는 자유롭게 능욕하는 것이 가능해진다. 또, 능욕 장면에서는 슈사쿠와 능욕 상대를 객관적으로 보는 3인칭 시점과 슈사쿠의 시점에서 보는 1인칭 시점을 선택지에 따라 선택할 수 있지만 이것이 후반 시나리오의 복선이 되고 있다.

## 스케줄
게임 기간은 토요일 오후 5시부터 월요일 오전 5시까지의 36시간으로 1시간 마다 슈사쿠의 행동을 15분 단위로 4회 설정할 수 있다. 카메라의 설치와 철거는 여학생의 방과 욕실, 탈의실에 설치할 수 있는데 반드시 그 자리에 아무도 없을 때만 가능하다. 카메라가 작동하는 시간이 짧기 때문에 여학생들의 행동 패턴을 파악하고 정확하게 약점이 되는 사진을 촬영하는 것이 게임을 공략하는 열쇠가 된다. 캐릭터의 행동 패턴에는 랜덤성이 없고 슈사쿠가 행동을 취하면 반드시 반응을 하게 되어 있어 슈사쿠가 다른 행동을 하면 다른 전개가 된다. 예를 들어 식사에 약을 타면 반드시 그것에 의한 이벤트가 발생하고 친구 관계에 있는 여학생들 중 다른 한 쪽을 능욕하면 다른 한 쪽의 행동이 변화한다. 이 작품의 히트 이 후 유사한 성인 게임이 다수 발매되었지만 이런 방식의 게임은 취작 뿐이었다. 기숙사 내에 어느 캐릭터가 어디에 있는지에 대한 여부는 각 시간대 마다 스케줄표에 기록된다. 만약 정해진 기간 중에 한 명도 능욕하지 못하거나 어설픈 협박으로 게임 오버가 되어도 반복 플레이 하는 것으로도 자동적으로 공략 정보를 축적할 수 있도록 만들어졌다.

## 줄거리
명문 음악학교인 슈쿠세이 음악학교 여자 기숙사에 관리인으로 위장 취업한 슈사쿠는 1달 동안 잠자코 있었다. 그러나 여교사 미나미 아야카에게 자신의 신원이 발각될 뻔한 것을 계기로 자신의 취향이라고 생각한 아야카와 7명의 여학생을 타겟으로 해 훔친 비디오 카메라와 디지털 카메라를 사용해 약점이 되는 사진을 찍어 협박해서 능욕하려는 계획을 세우는데...

## 등장인물
성우명은 게임판과 애니판 모두 비공개. 단, CD판은 슈사쿠의 음성이 없다.
- 이토 슈사쿠(일본어: 伊頭 臭作)

성우: 츠지 신파치(애니판, DVD판)
이 작품의 주인공으로 전작 유작의 악역 이사쿠의 동생이다. 작품 상에서는 가토라고 자칭하고 있지만 가토 행세를 하면서 여자 기숙사 관리인으로서 취업했다.
- 마에지마 카오리(일본어: 前島 香織)

성우: 도도 아사코
피아노과 3학년으로 이사장의 손녀로 돈과 권력을 아주 좋아하고 프라이드가 높은 성격으로 어떠한 이유로 미나미 아아캬를 매우 싫어 하고 있다.
- 콘도 나기사(일본어: 近藤 渚)

성우: 미즈사와 준
피아노과 3학년으로 거짓말을 못하는 순진한 성격을 가지고 있다.
- 미나즈키 시호(일본어: 水無月 志保)

성우: 아사다 요코
방악(일본 전통 음악)과 3학년으로 거유에 눈이 나빠서 안경을 쓰고 있다. 여유 있는 성격으로 말투도 지나치게 느려서 슈사쿠가 싫어 하기도 한다.
- 나구모 치아키(일본어: 南雲 千秋)

성우: 바바 스미에
바이올린과 2학년으로 울보이자 단 것과 봉제 인형을 아주 좋아하는 철없는 성격을 가지고 있다. 아직도 밤에 혼자서 화장실에 가는 것을 무서워 한다.
- 쿠리하라 아사미(일본어: 栗原 朝美)

성우: 마츠시타 미유키
바이올린과 2학년으로 치아키의 친구다. 터프한 성격으로 치아키를 조롱하면서도 걱정하고 있다.
- 후지마 모에코(일본어: 藤間 萌子)

성우: 쿠로다 유미
피아노과 2학년이지만 사실은 날라리로 기숙사 통금 시간같은 규정은 예사로 어긴다.
- 타카베 에리(일본어: 高部 絵里)

성우: 나가노 아이(CD판)/하기와라 에미코(DVD판)
바이올린과 1학년으로 매우 감이 좋고 예리한 성격으로 집이 부자이지만 평범한 삶을 원하고 그에게는 통상의 공략 패턴이 존재하지 않는 캐릭터다.
- 미나미 아야카(일본어: 南 綾香)

성우: 호시노 치즈코
피아노과 교사로 기숙사의 책임자이기 때문에 기숙사에서 가까운 맨션에 살고 있다. 안경을 쓰고 있는데 어조나 태도가 매우 사무적이다. 관리인인 슈사쿠를 전혀 배려하지 않고 그의 정체에 대해 희미하게나마 눈치챈 것 같다.

## 19금 애니메이션
- 취작(1999년, 핑크 파인애플)
  - 취작 제1장 「아저씨의 화원」
  - 취작 제2장 「아저씨의 미학」
  - 취작 제3장 「아저씨의 프라이드」
- 취작 Replay(2000년, 핑크 파인애플)
  - 취작 Replay 제1야 「쿠리하라 아사미」
  - 취작 Replay 제2야 「후지마 모에코」
  - 취작 Replay 제3야 「미나미 아야카」
  - 취작 Replay 제4야 「타카베 에리」
- 취작 SE-X FILE(2001년, 핑크 파인애플)

※취작과 취작 Replay의 총집편
- 취작 liberty(2003년, 핑크 파인애플)
  - 취작 Liberty 전편 「표적이 된 이성의 페티시즘」
  - 취작 Liberty 후편 「해금 타카베 에리」

## 같이 보기
- 유작 - 작 시리즈 첫 번째 작품으로 그의 형 이사쿠가 한 학교의 수위로 근무하며 구교사에 교사와 학생들을 잡아넣고 벌이는 내용을 담고 있다.
- 귀작 - 작 시리즈 세 번째 작품으로 그의 막내 동생 키사쿠가 한 제약회사 영업사원으로 취업하여 여러 여자들을 성 노예로 능욕하는 내용을 담고 있다.